# Ekhultebergen, del i Kalmar län
Ekhultebergen är ett naturreservat i Västerviks kommun i Kalmar län och Åtvidabergs kommun i Östergötlands län. Större delen finns i Östergötlands län och beskrivs i artikeln Ekhultebergen. Denna artikel tar upp den mindre delen i Kalmar län.
Området i Kalmar län är naturskyddat sedan 2001 och är 20 hektar stort. Delen i Östergötlands län är 176 hektar vilket ger en total på 176 hektar.